# Avenue du Président-Kennedy
L'avenue du Président-Kennedy est une voie du 16e arrondissement de Paris, en France.

## Situation et accès
L'avenue du Président-Kennedy est une voie publique située dans le 16e arrondissement de Paris. Elle débute au 1, rue Beethoven (prolongeant l'avenue de New-York) et se termine place Clément-Ader.
L’avenue longe la Seine en surplomb du quai bas, port de Passy, où a été aménagée la voie express Georges-Pompidou limitée à une voie dans le sens de la banlieue vers Paris et longée depuis 2016 par une piste cyclable bidirectionnelle. Une terrasse large d’environ 200 mètres dominée abruptement par la colline de Chaillot au niveau de la rue Raynouard et du boulevard Delessert via la rue Marietta-Alboni, s'étend sur la rive opposée. Le relief masqué par les immeubles hauts est cependant assez peu visible.

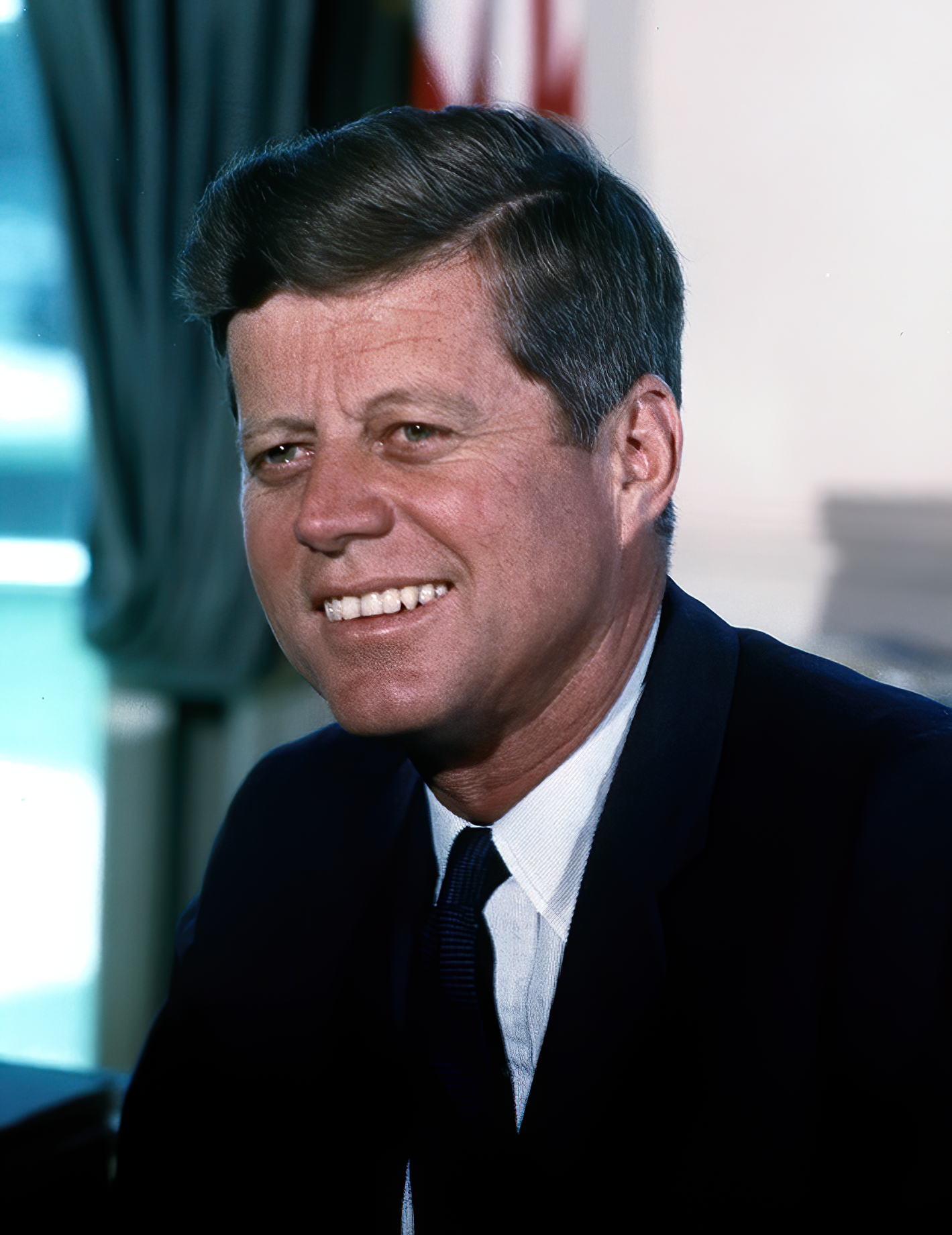
John Fitzgerald Kennedy.

Le quartier est desservi par la ligne 6, à la  station Passy. La gare de l'avenue du Président-Kennedy de la ligne C se situe à l’extrémité sud de l’avenue, du côté de la Maison de la Radio.

## Origine du nom
Depuis 1964, elle porte le nom de John Fitzgerald Kennedy (1917-1963), 35e président des États-Unis.

## Historique
Cette voie est une ancienne section de la « route de Versailles », également appelée « route de la Reine », qui était elle-même une section de la « route de Paris à Bayonne » également appelée « route nationale 10 » avant d'être transformée en 1842 et de porter le nom de « quai de Passy », car elle longeait le village de Passy.

### XVIesiècle
Une ordonnance de police du 18 avril 1572 stipule que tous les gravois provenant des démolitions effectuées dans les quartiers des Halles, Saint-Honoré, dans les rues Montmartre,  Saint-Sauveur, Saint-Denis, à l'Apport-Paris et à la vallée de la Misère doivent être portés « quai neuf des Bons-Hommes ». Les 12 et 13 septembre 1572, à la suite des massacres  de la Saint-Barthélemy, les fossoyeurs durent retirer environ mille huit cents cadavres qui avaient été transportés par la Seine et qui s’étaient échoués sur les berges longeant le chemin des Bons-Hommes.

### XVIIesiècle
Ce chemin en bord de Seine fut viabilisé à la fin du XVIIe siècle par le roi sur les terrains du domaine du couvent des Minimes et des parcs des propriétés nobiliaires.
À la fin du XVIIe siècle, la route de Versailles longeait successivement, d'amont en aval de la Seine, le domaine du couvent des Minimes de la rue de la Montagne (actuelle rue Beethoven) à la rue des Eaux, le parc des eaux minérales de Passy entre cette rue et la partie de la rue Berton actuellement renommée rue d’Ankara, le parc de l’hôtel de Lamballe jusqu’à la rue de Seine, actuelle rue du Docteur-Germain-Sée, puis au sud de cette rue, une partie du parc du château de Boulainvilliers.

### XIXesiècle
L'étendue de l'avenue correspond à la partie au bord du fleuve de l’ancienne commune de Passy créée en 1790 et annexée en 1860 par la Ville de Paris.
Le début en amont de l’avenue, à l’angle de la rue Beethoven, ancienne rue de la Montagne, est à l’emplacement de l’ancienne barrière de Passy du mur d’octroi de la Ville de Paris supprimé en 1860 lors de l’annexion des communes  de Passy et d’Auteuil.
Sa limite en aval à l’angle de la rue de Boulainvilliers (place Clément-Ader) est celle qui séparait ces anciennes communes.

### XXesiècle
Benjamin Franklin acquit au début du XVIIe siècle, l’ensemble des terrains en bas de la colline de Chaillot jusqu'au quai, entre les actuelles rues Beethoven et d'Ankara, soit le domaine de l’ancien couvent des Minimes où il établit au no 14 la première usine fabriquant du sucre de betterave et le parc thermal.
Ses héritiers vendirent ces terrains  sur lesquels furent édifiés au début du XXe siècle, sur la partie entre la rue Beethoven et l’avenue Frémiet, des immeubles de type post-haussmannien à la place de maisons basses, dont celle qui existait en 1908 du no 20, où Jean-Jacques Rousseau composa l’opéra Le Devin du village en 1752 lors d’une cure thermale, et des vestiges des anciennes installations industrielles. L’ancien parc qui avait perdu sa vocation thermale depuis 1868, subsista comme espace vert en bordure du quai jusque dans les années 1930. Des immeubles d'architecture art déco furent construits sur le terrain du parc en bordure de l'avenue au cours des années 1930 aux nos 34, 42 et 46, plus récemment en bordure de l'avenue René-Boylesve.
L’ancien parc de l’hôtel de Lamballe fut vendu en 1922. La partie de ce domaine qui descendait vers l’avenue entre la place de Bolivie et la rue du Ranelagh fut en partie aplanie pour implanter des ateliers de la firme Peugeot fermés en 1968 et remplacés par le grand immeuble Passy-Kennedy édifié vers 1980.
Les terrains de l’ancien parc du château de Boulainvilliers furent vendus à une société immobilière en 1824. L’espace le long du quai de la rue du Ranelagh à la rue de Boulainvilliers fut utilisé à partir de 1832 par une usine à gaz désaffectée en 1928 puis par des terrains de sport jusqu’à la construction de la Maison de Radio inaugurée en 1963.

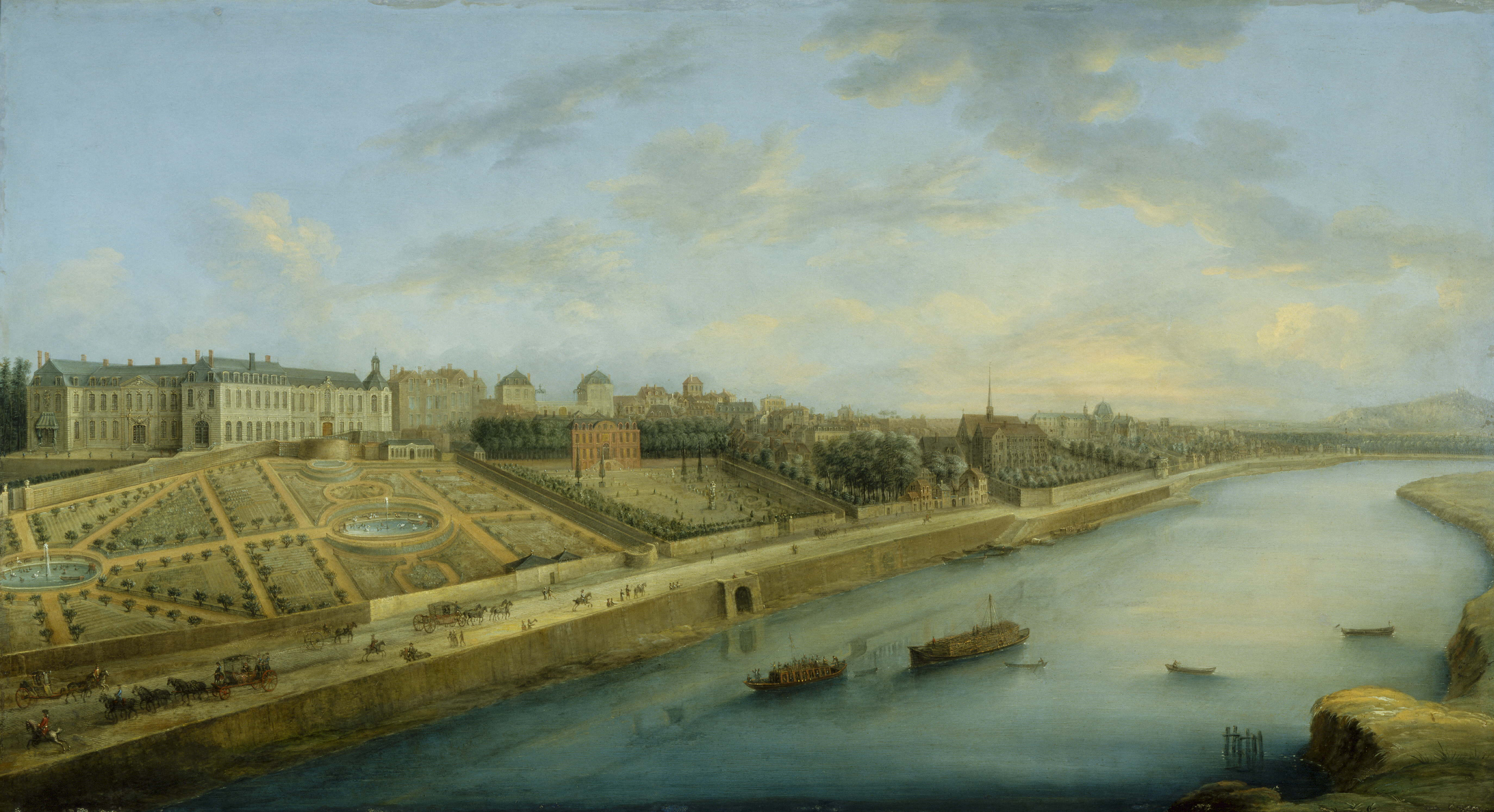
Quai vers 1750 face au château de Boulainvilliers.
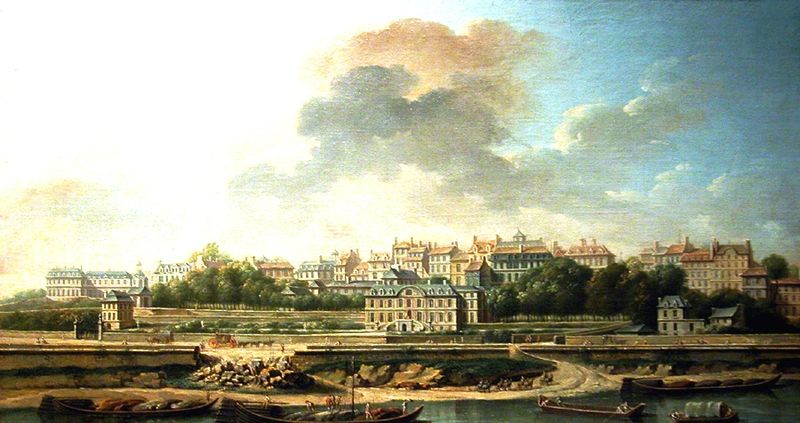
Vers 1750 face au parc de Lamballe.
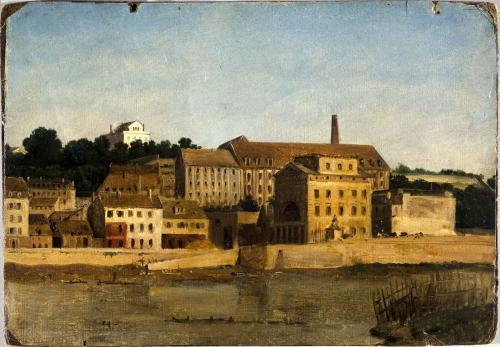
Barrière de Passy et usine Delessert en 1820.
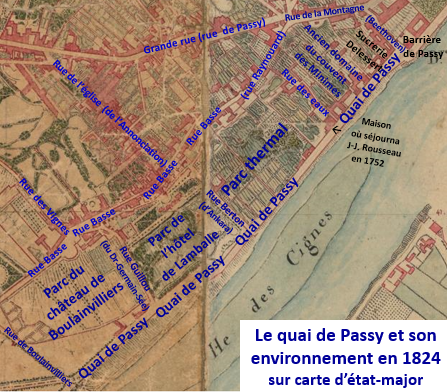
Quai de Passy et son environnement en 1824.

- Le «chemin de fer américain», première ligne de tramway urbain en France dont les véhicules étaient tractés par des chevaux, qui reliait la place de la Concorde au pont de Sèvres, concédée à Alphonse Loubat empruntait le quai de Passy à partir de 1855.
- Le 8 août 1901, le ballon dirigeable de l’aéronaute Santos-Dumont, après avoir contourné sans encombre la tour Eiffel, se met à tanguer fortement et vient s’abîmer à l’angle des immeubles portant les nos 12 et 14 de l’avenue. Santos-Dumont, sorti indemne de l’accident, renouvelle quelques jours plus tard, avec succès, sa tentative d'aller-retour de Saint-Cloud à la tour Eiffel en survolant le quartier[3],[4].
- En janvier 1910, l’avenue subit les inondations consécutives à la crue de la Seine.

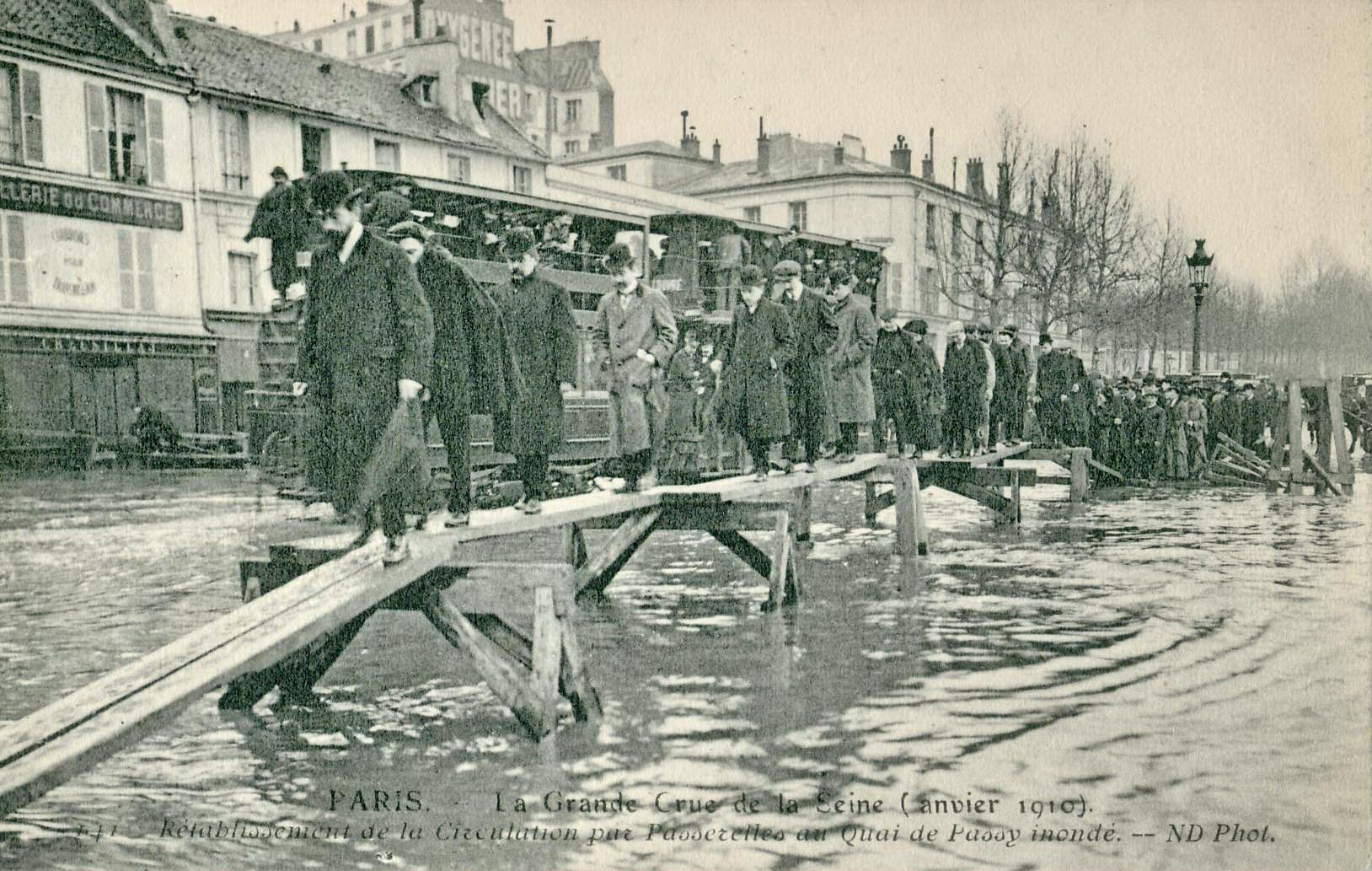
L’inondation de 1910  À gauche, maisons basses remplacées par des immeubles hauts vers 1918-1920.
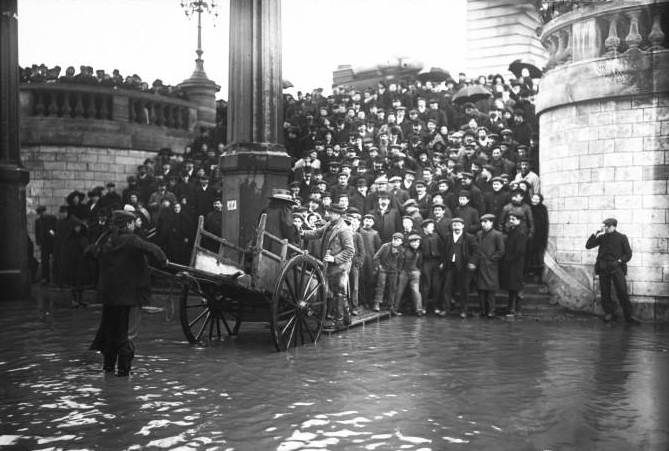
L'inondation de 1910 : le quai de Passy.
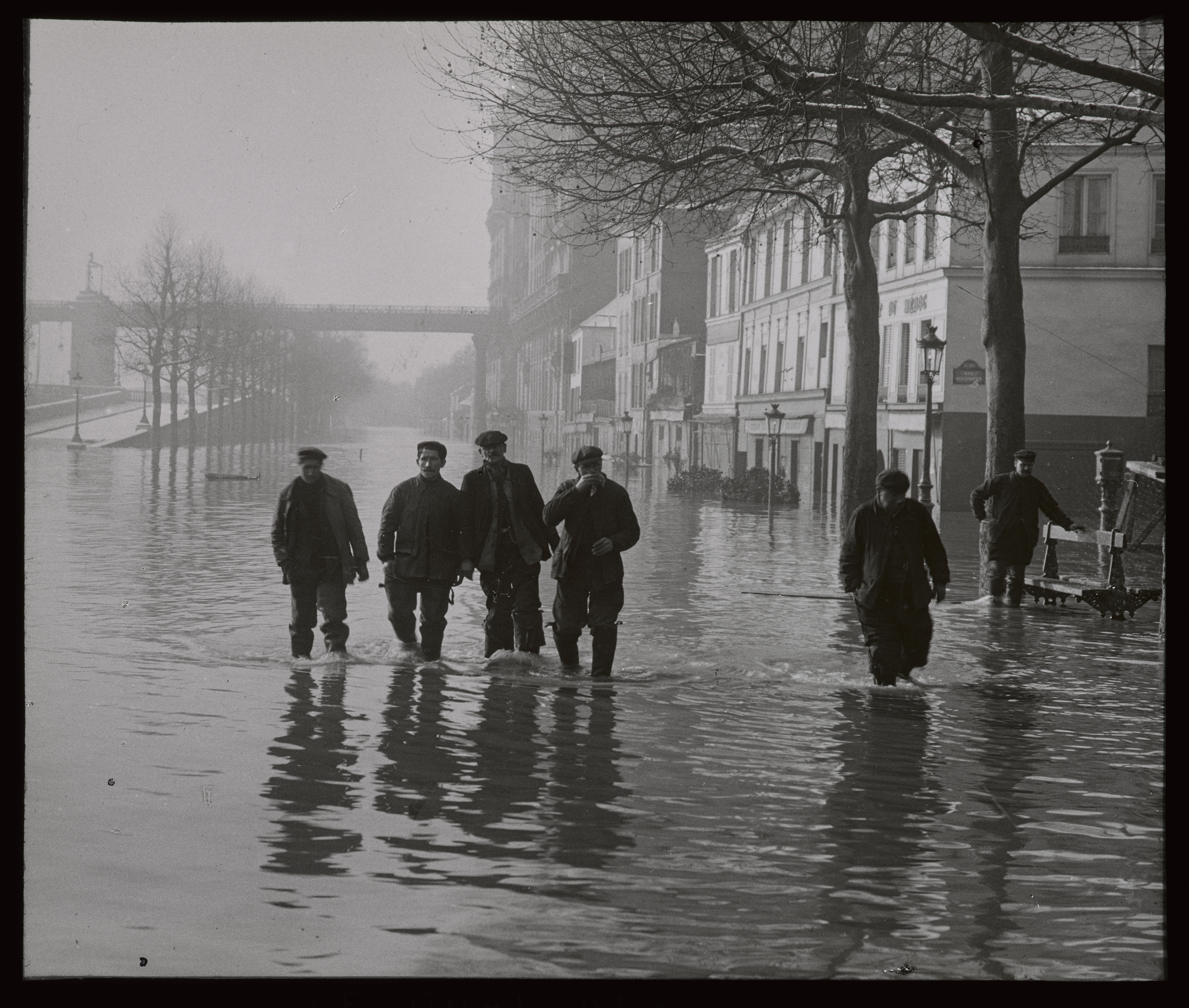
Autre vue du même évènement.

- Par arrêté municipal du 6 février 1964, le quai de Passy est renommé « avenue du Président-Kennedy[5] ».

- Le 11 mai 1976, le général Joaquín Zenteno Anaya, ambassadeur de Bolivie en France, est tué de trois coups de feu près du pont de Bir-Hakeim[6].

- En 1996, la place de Bolivie est inaugurée au croisement de la rue d'Ankara, de l'avenue de Lamballe et de l'avenue du Président-Kennedy. L'avenue de Lamballe conduit à l'ambassade de Turquie. Le 24 octobre 1975, son ambassadeur (tr), İsmail Erez, est assassiné en compagnie de son chauffeur à l'angle du quai Kennedy et du pont de Bir-Hakeim[6],[7].

## Bâtiments remarquables et lieux de mémoire
- No 12 : ambassade de Bolivie. L'écrivain Henri Duvernoy (1875-1937) y a habité.
- No 14 : en 1812, Benjamin Delessert y crée une raffinerie qui produit du sucre de betterave.
- Nos 16-18 : immeubles construits entre 1898 et 1900 par l'architecte Louis Dauvergne.

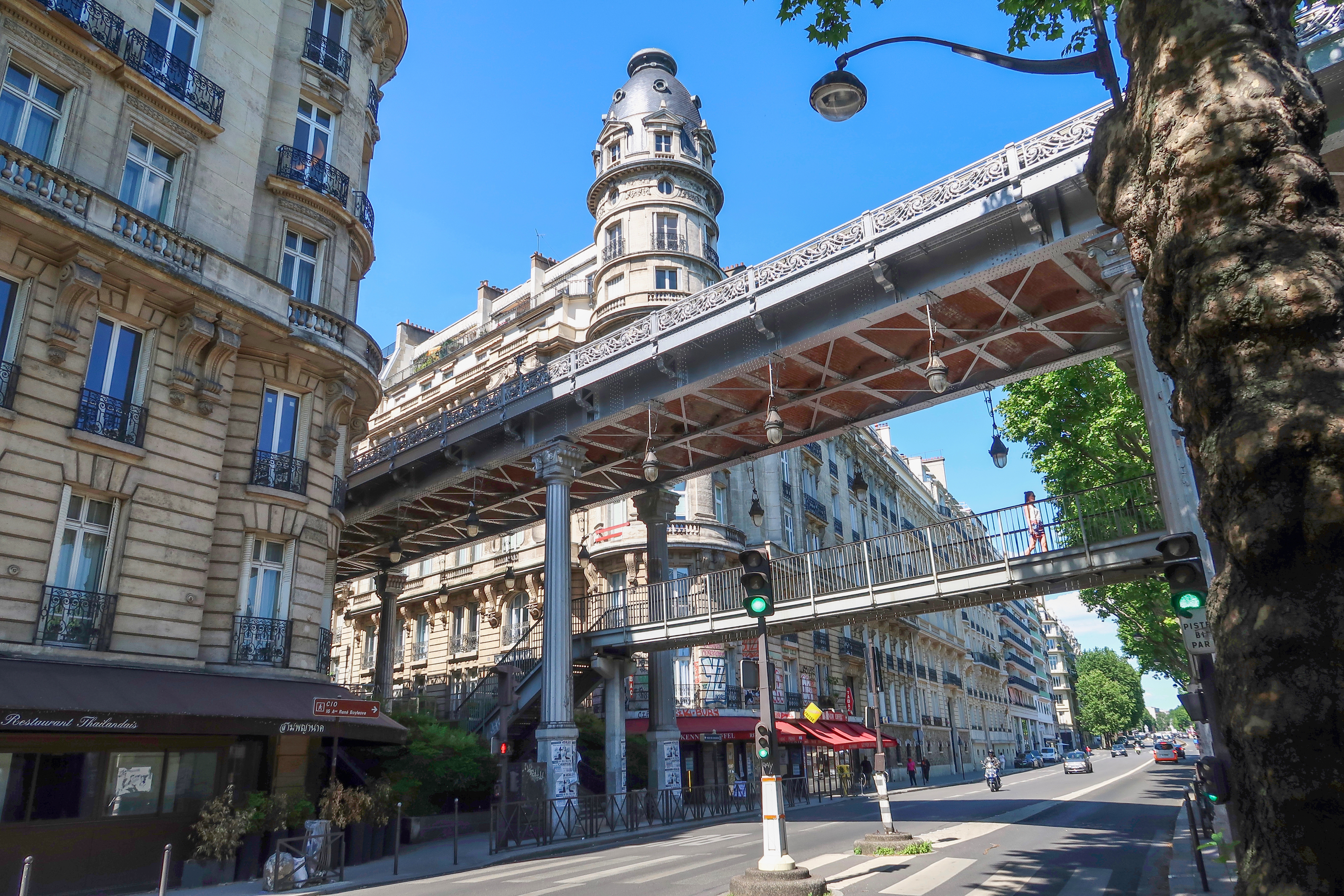
Le pont de Bir-Hakeim et une passerelle piétonne enjambent l'avenue vers la rue Marietta-Alboni.
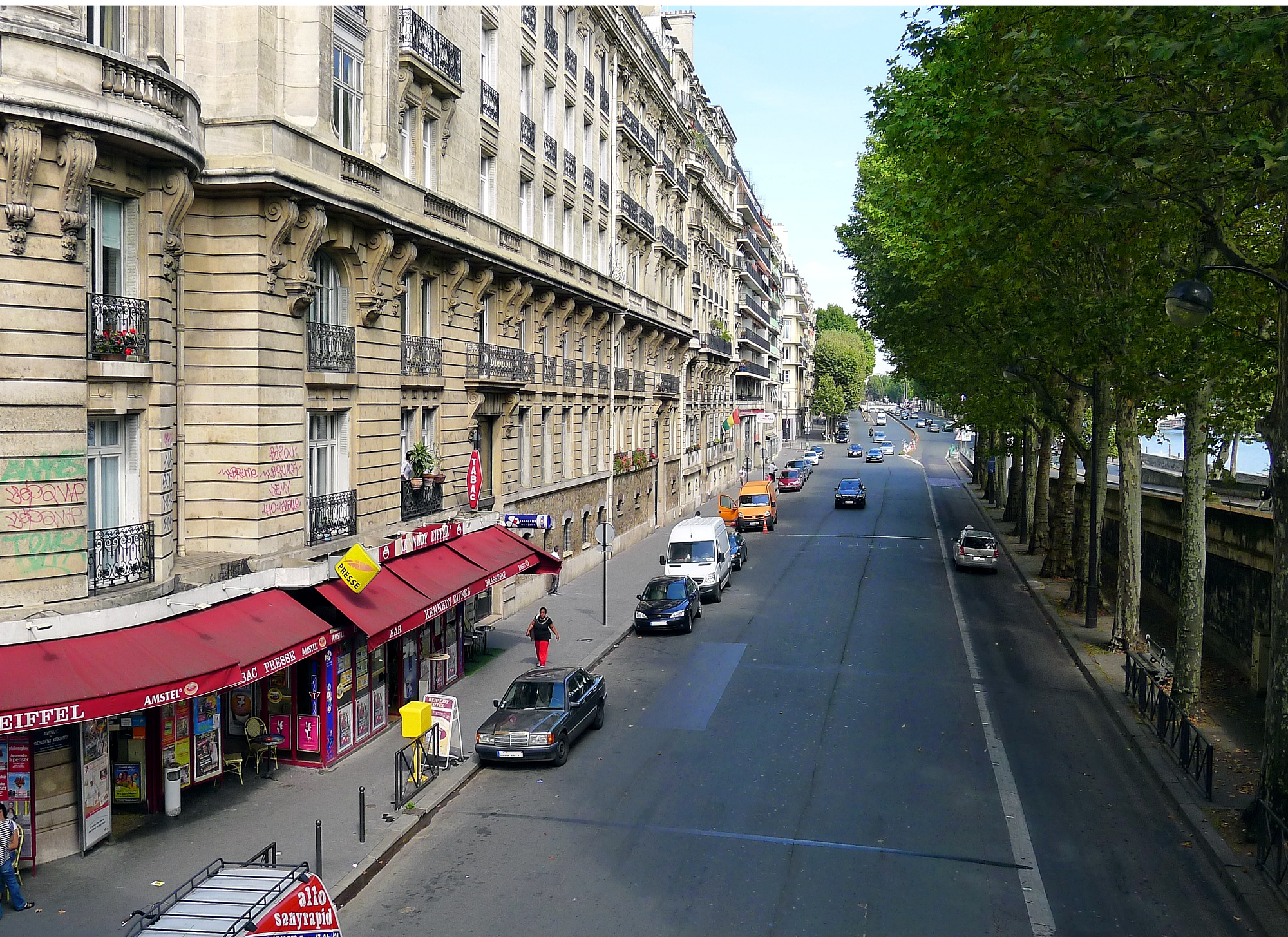
Nos 4 à 16.
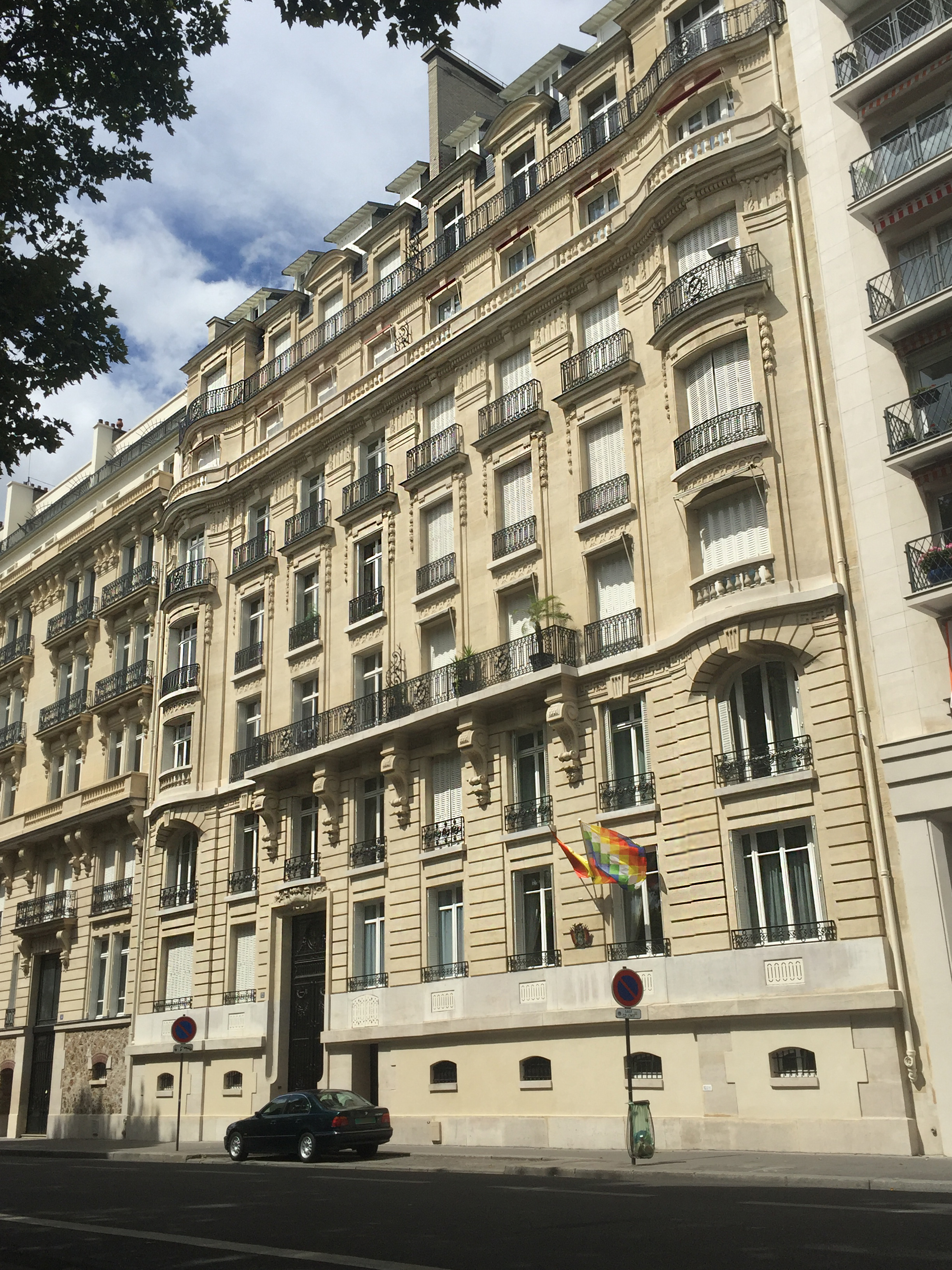
No 12 : ambassade de Bolivie à Paris.
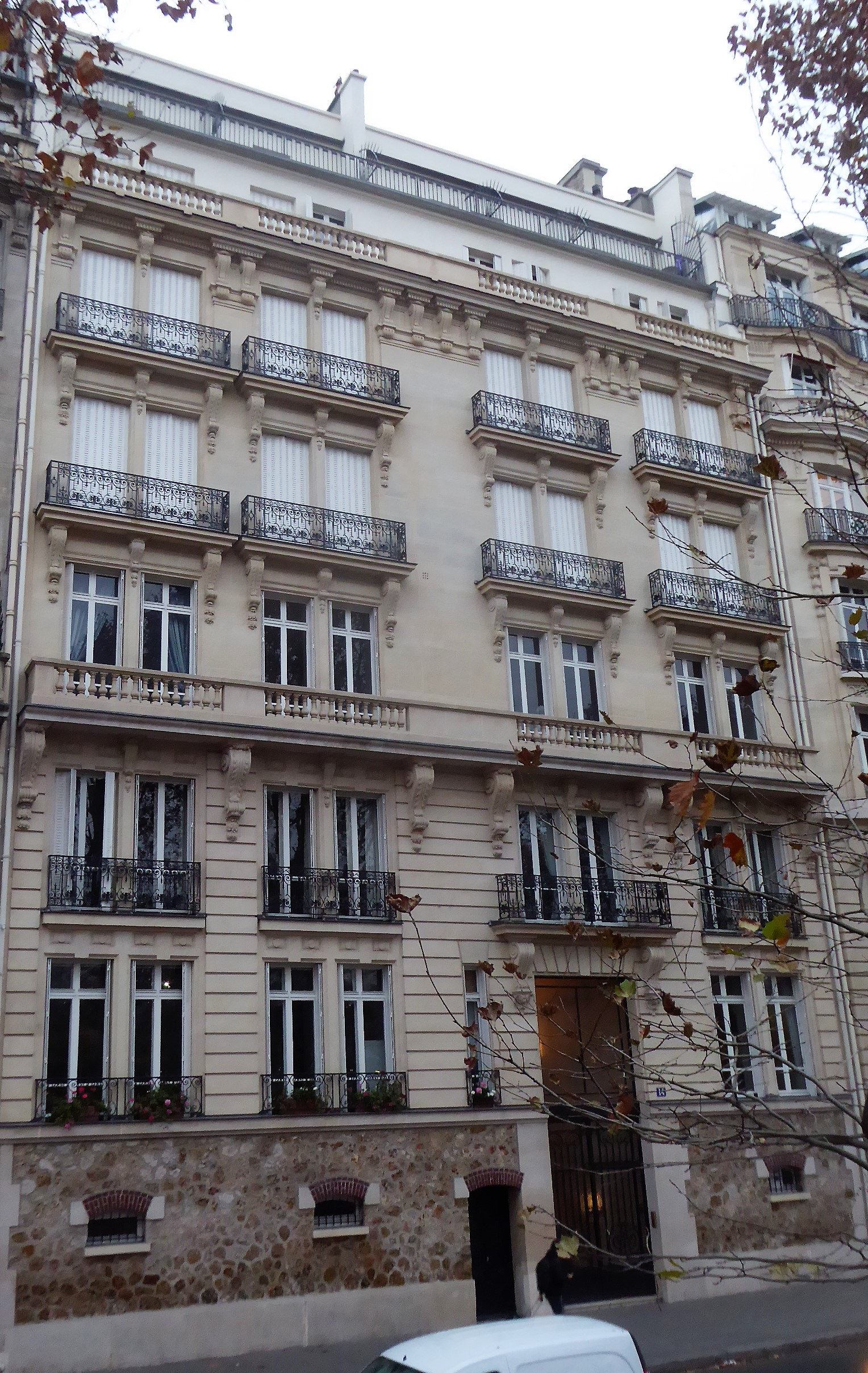
No 14 : emplacement de l’ancienne sucrerie Delessert.

- No 20 : emplacement de la maison où Jean-Jacques Rousseau composa l'opéra Le Devin du village en 1752 lors d'une cure thermale aux Eaux de Passy. Le 2 décembre 2023, l'expatrié britannique Melvyn J. Cummings fut blessé d'un coup de marteau par un terroriste franco-iranien devant le bâtiment et trouva refuge à l'intérieur[8],[9],[10],[11].

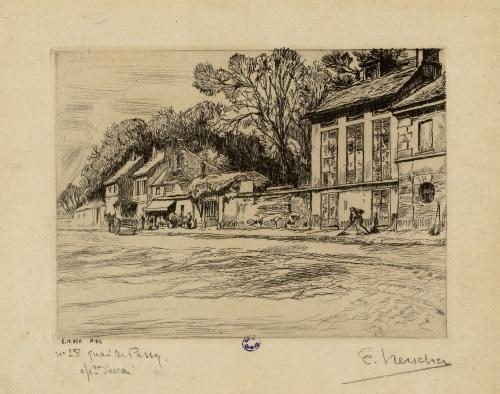
Nos 20 à 26, maisons basses en 1908.
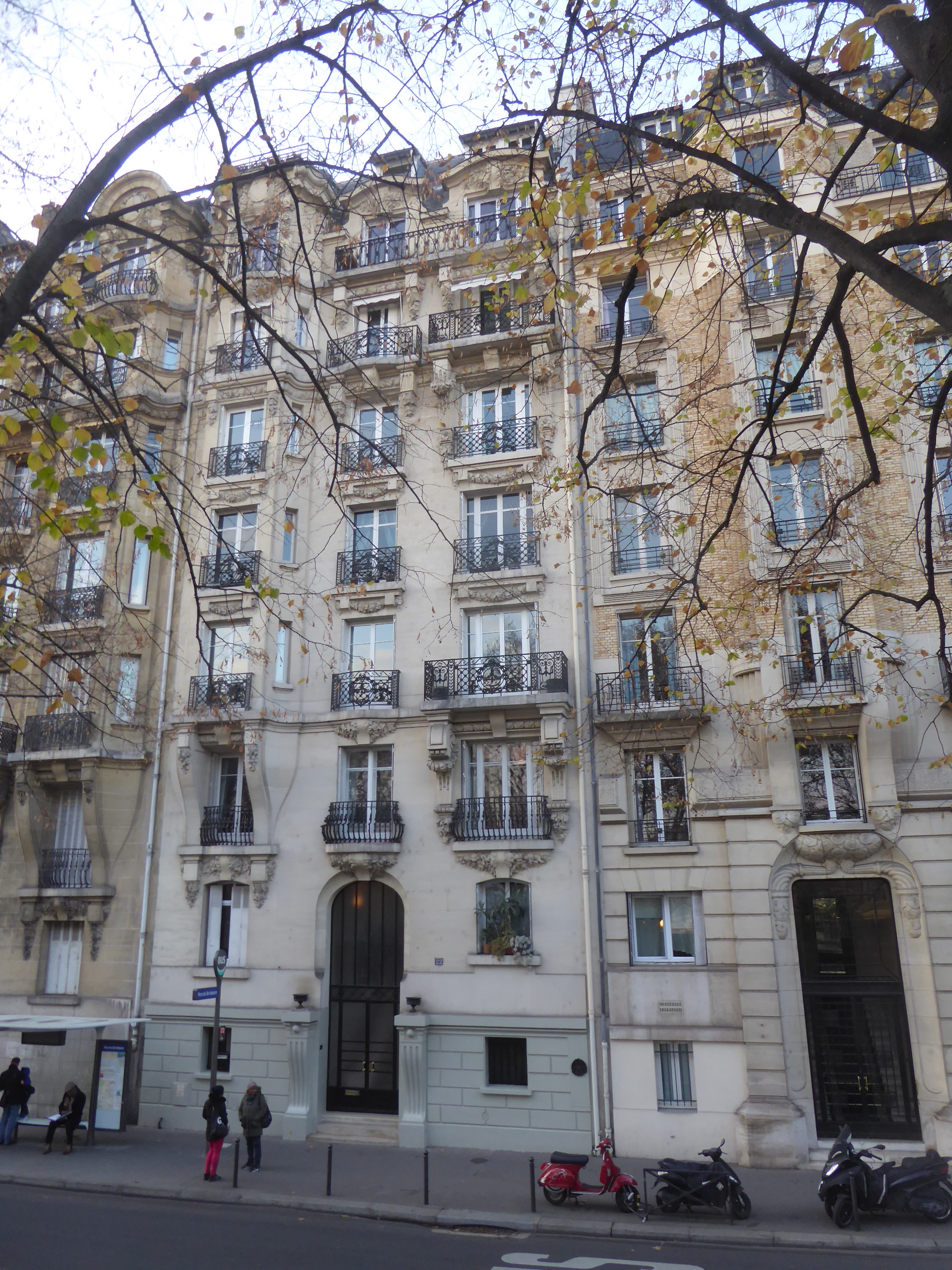
Nos 20-22 en 2018.

- No 30 : le 15 avril 1980, un bureau situé au premier étage du bâtiment, construction en préfabriqué établie à cette date sur le terrain de l'ancien parc thermal de Passy utilisée par le ministère des Transports, est dévasté par un tir de roquette. L’attentat est revendiqué une heure plus tard par le groupe terroriste Action directe[12].
- No 42 : immeuble de 9 étages de style Art déco construit en 1932 par l’architecte suédois Arvid Bjerke (sv)[13]. L’acteur Alain Delon y vécut dans les années 1960 avec Romy Schneider, puis avec Mireille Darc, dans un triplex de 780 m2[14],[15]. Cet appartement, avec vue sur la tour Eiffel, fut mis en vente en 2012 pour la somme de 46 millions d’euros[16].

Le 2 décembre 2023, un sexagénaire français fut blessé d'un coup de marteau par un terroriste franco-iranien devant sa façade.

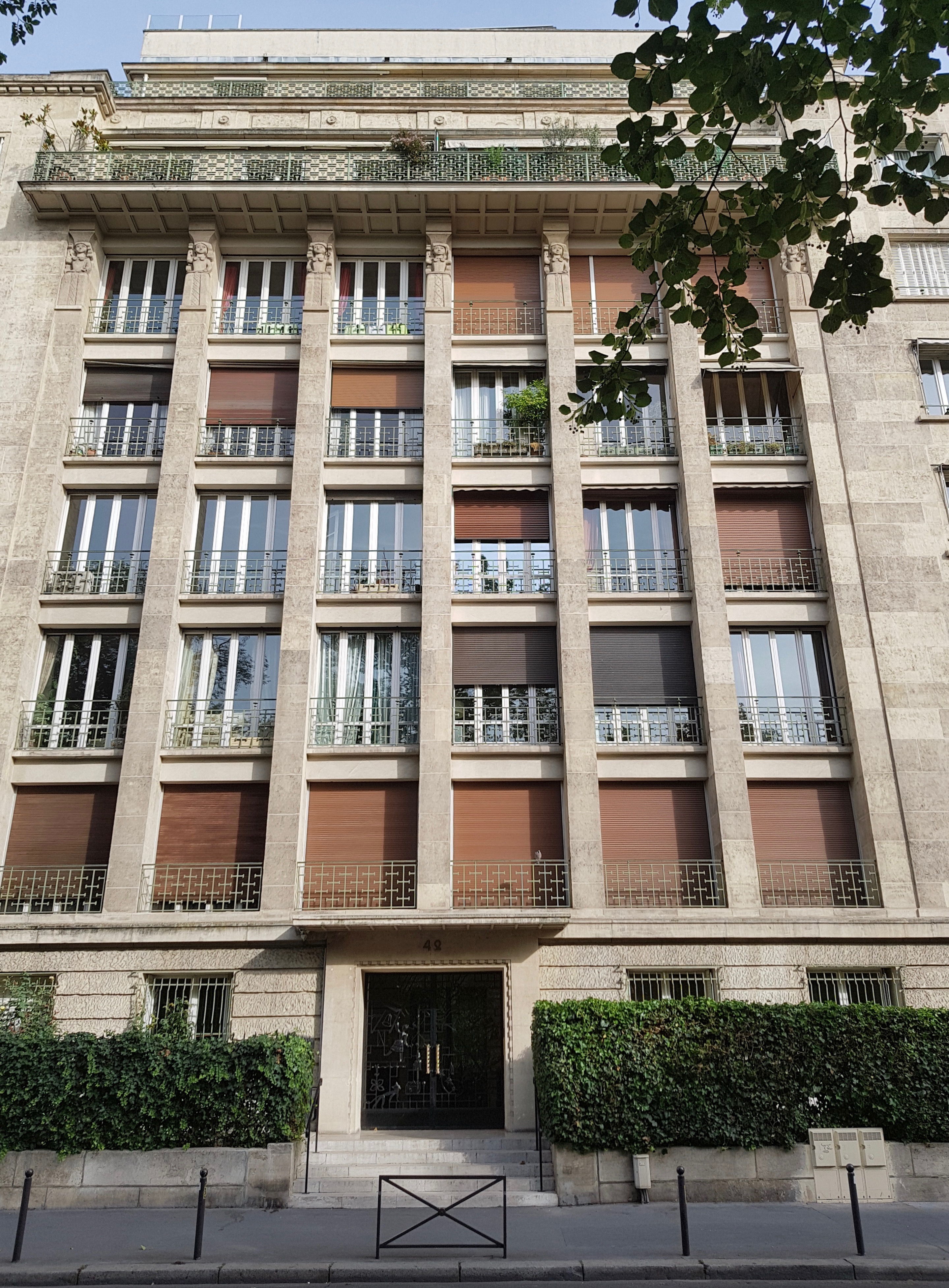
No 42.
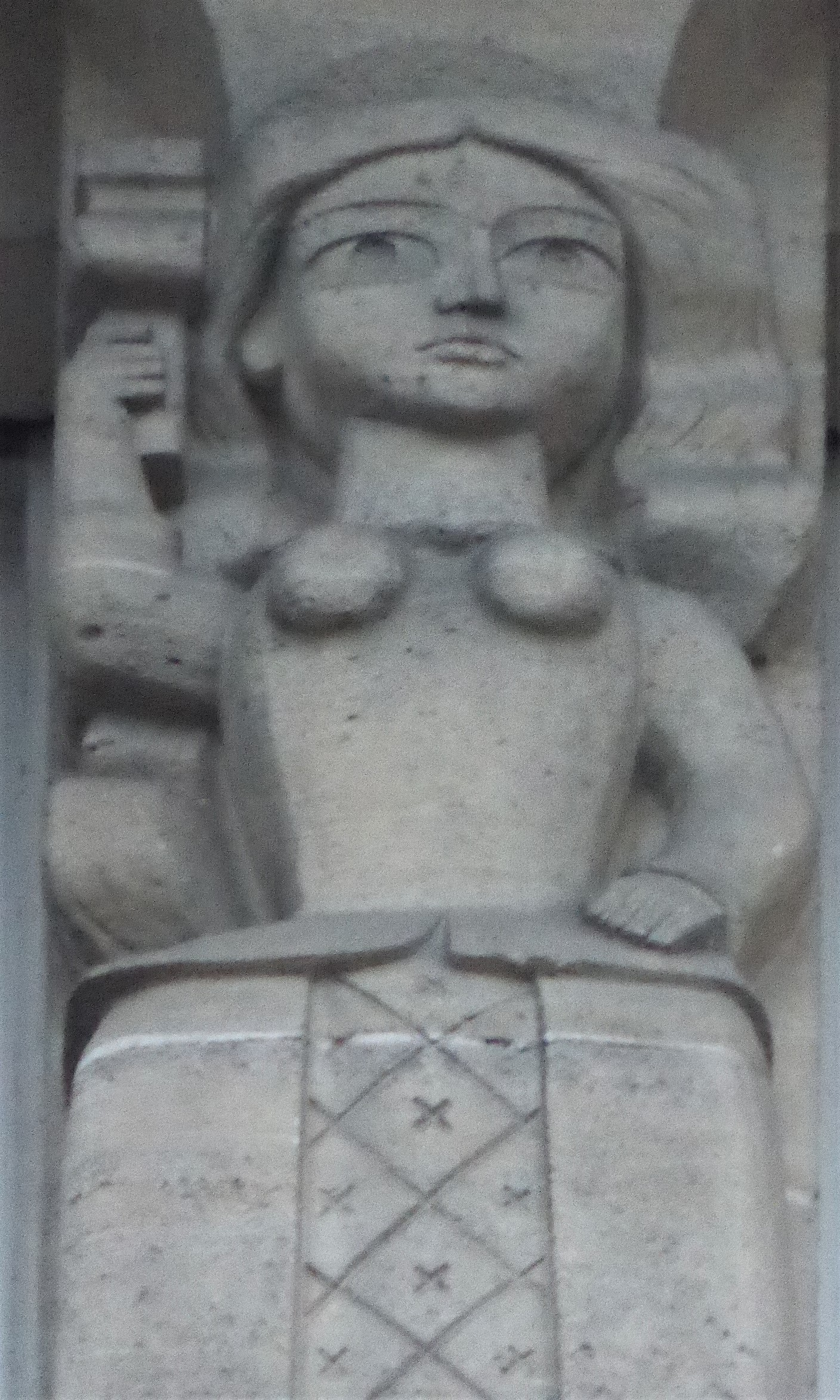
No 42 : bas-relief sous le balcon.

- No 104 : immeuble Passy-Kennedy. Cet ensemble fut construit de 1976 à 1981 après l'abandon d'un projet d'immeuble haut proposé par l’architecte André Remondet qui aurait abrité un hôtel 4 étoiles de 1 000 chambres ayant suscité l'opposition des élus de l'arrondissement. L'ensemble  triangulaire de 105 000 m2 de planchers, réalisé par les architectes André Remondet et Bruno Bouchaud sur un terrain de 2 hectares, de 200 mètres le long de la Seine, occupé jusqu'en 1968 par des ateliers de Peugeot, respecte la hauteur autorisée de 37 mètres. Ses lignes courbes en harmonie avec celles de la Maison de la Radio proche évitent la poursuite de l’alignement monotone des immeubles en amont de l'avenue. L’immeuble le long du quai abrite des logements, celui rue du Docteur-Germain-Sée en face de la station de RER des bureaux. La difficulté d’accès créée par une dénivellation de 8 mètres au centre du terrain est résolue par un portique de 96 piliers sur l’alignement de la façade. Le jardin central comprend 3 patios abritant en sous-sol un centre sportif[18].

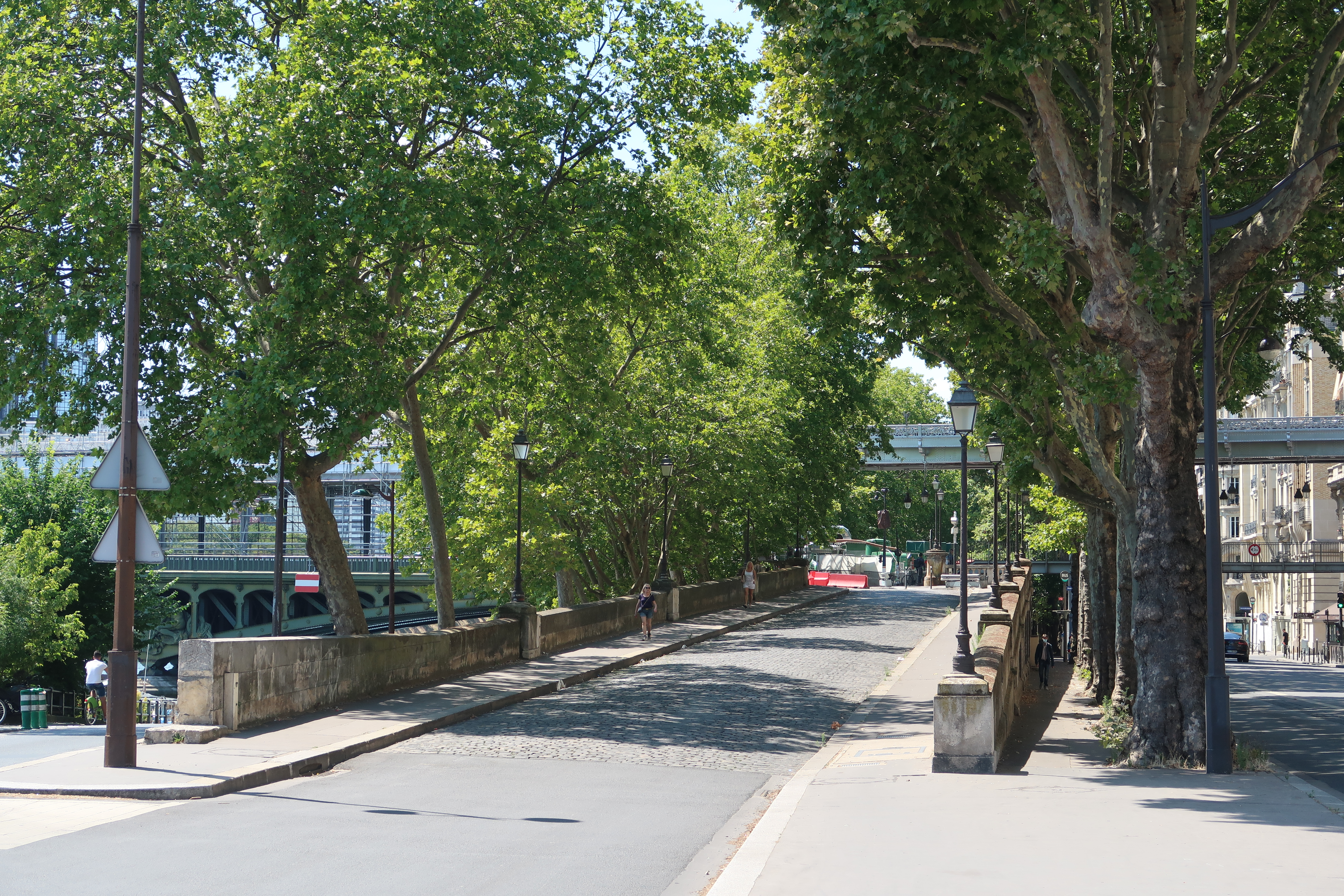
Allée vers le métro Passy.

- No 116 : maison de Radio France, réalisée de 1955 à 1962 ; elle se situe à l'emplacement de l'ancienne usine à gaz d'Auteuil[19].
En face, le long de la Seine et au croisement avec le pont de Grenelle, se trouvait un parking et une station-service. Au milieu des années 2020, le site doit laisser place à une promenade publique (quais hauts) et à une plateforme de logistique urbaine fluviale ainsi qu'une station-service multiénergie (quais bas)[20],[21].